# Bohai (zee)
De Bohai, Golf van Bohai of Bo Hai (Chinees: 渤海, bó hǎi, letterlijk Bo-zee) of Golf van Chihli is een grote baai van de Gele Zee en nabij Peking, waardoor het een belangrijke zeeweg is. Naar het oosten ligt de Koreabaai.

## Beschrijving
De Bohai grenst aan de Chinese provincies Shandong, Liaoning, Hebei en Tianjin en de kuststrook is zeer dichtbevolkt. De baai ligt in het uiterste noordwesten van de Gele Zee, die een totale oppervlakte heeft van 823.000 km². Drie grote rivieren monden hierin uit waarvan de Gele Rivier de grootste is. De andere zijn de Hai en de Liao. De Gele Rivier heeft een jaarlijks debiet van zo’n 60 km³ en dat is zo’n 60% van de drie rivieren in totaal. De rivier staat erom bekend dat ze veel sediment meevoert, zo’n 1,6 miljoen ton per jaar, dat deels op de bodem van de zee wordt afgezet.

## Economie
De Bohai is zeer belangrijk voor de Chinese economie. Traditioneel was de visserij een belangrijke bron van inkomsten, maar overbevissing en vervuiling door omliggende steden en industrie hebben dit minder aantrekkelijk gemaakt. In de jaren zestig van de 20e eeuw werd de aanwezigheid van olie aangetoond. Voor het Chinese oliebedrijf CNOOC is de regio een belangrijk oliewingebied. De olievelden liggen in ondiep water met een maximum van 30 meter. Er wordt ook zeer veel zeezout gewonnen. In 2003 hadden de zoutpannen een oppervlakte van 27.000 km² en produceerden ze 600 miljoen ton zout.
Verder liggen langs de kust diverse grote havensteden, zoals Dalian, Tianjin en Qinhuangdao, waarvan enkele met een overslag van 400 miljoen ton op jaarbasis.

## Tunnel
China heeft plannen voor de aanleg van een 123 kilometer lange verkeerstunnel tussen Dalian in het noorden en Yantai in het zuiden. De kosten worden geraamd op 42 miljard US$. In 1994 werden vergelijkbare plannen bekendgemaakt, maar deze zijn nooit uitgevoerd. Als het project wordt uitgevoerd, wordt het de langste tunnel ter wereld.